# Chiria
Chiria is een census town in het district Pashchimi Singhbhum van de Indiase staat Jharkhand. 

## Demografie
Volgens de Indiase volkstelling van 2001 wonen er 3949 mensen in Chiria, waarvan 51% mannelijk en 49% vrouwelijk is. De plaats heeft een alfabetiseringsgraad van 57%. 